# Palais Bocander
Le palais Bocander (en suédois : Bocanderska palatset) ou Pumpstocken 12  est un édifice du quartier de Norrmalm à Stockholm en Suède,

## Description
Le palais Bocander est un immeuble résidentiel et de bureau située dans l'ilôt de Pumpstocken, à l'angle de Birger Jarlsgatan 15 et Jakobsbergsgatan 1.
Le bâtiment a été construit entre 1898 et 1900 selon les plans du bureau d'architecture Hagström & Ekman, qui l'a conçu dans un somptueux Art nouveau en s'inspirant de l'architecture de Venise.
À propos de la maison, la presse contemporaine écrivait : « Face aux maisons environnantes, ce nouveau bâtiment ressemble à une fanfare stridente ».
La maison appartient depuis 1978 à la société immobilière Hufvudstaden et est marquée en bleu par le musée de la ville de Stockholm, ce qui signifie « que le bâtiment est considéré comme ayant des valeurs culturelles et historiques particulièrement élevées ».

## Propriétaires
Parmi les résidents de la maison de Birger Jarlsgatan 15 il y eut le constructeur lui-même, Per S. Bocander, qui vécut dans son palais jusqu'en 1908, date à laquelle il déménagea à la maison Bocander (sv) de Narvavägen 30-32.
Dès 1905, il vendit Pumpstocken 12 et sa propriété Rännilen 11 à Biblioteksgatan 8 à la société immobilière du maître d'œuvre Carl Oscar Lundberg. En plus de la somme d'argent, Bocander a également reçu de Lundberg le double lot non aménagé de Narvavägen 30-32.
Depuis 1978, Pumpstocken 12 appartient à Hufvudstaden (sv), qui a acquis la propriété auprès de Svenska Accumulator Aktiebolaget Jungner. Le nouveau propriétaire a fait transformer une grande partie des appartements de la maison en bureaux et les façades rénovées ainsi que les fondations de la maison ont été renforcées.
Jusqu'en 2000, Hufvudstaden a également acquis Pumpstocken 10, Pumpstocken 11 et Pumpstocken 13 et possède ainsi la totalité de l'îlot urbain.

## Galerie

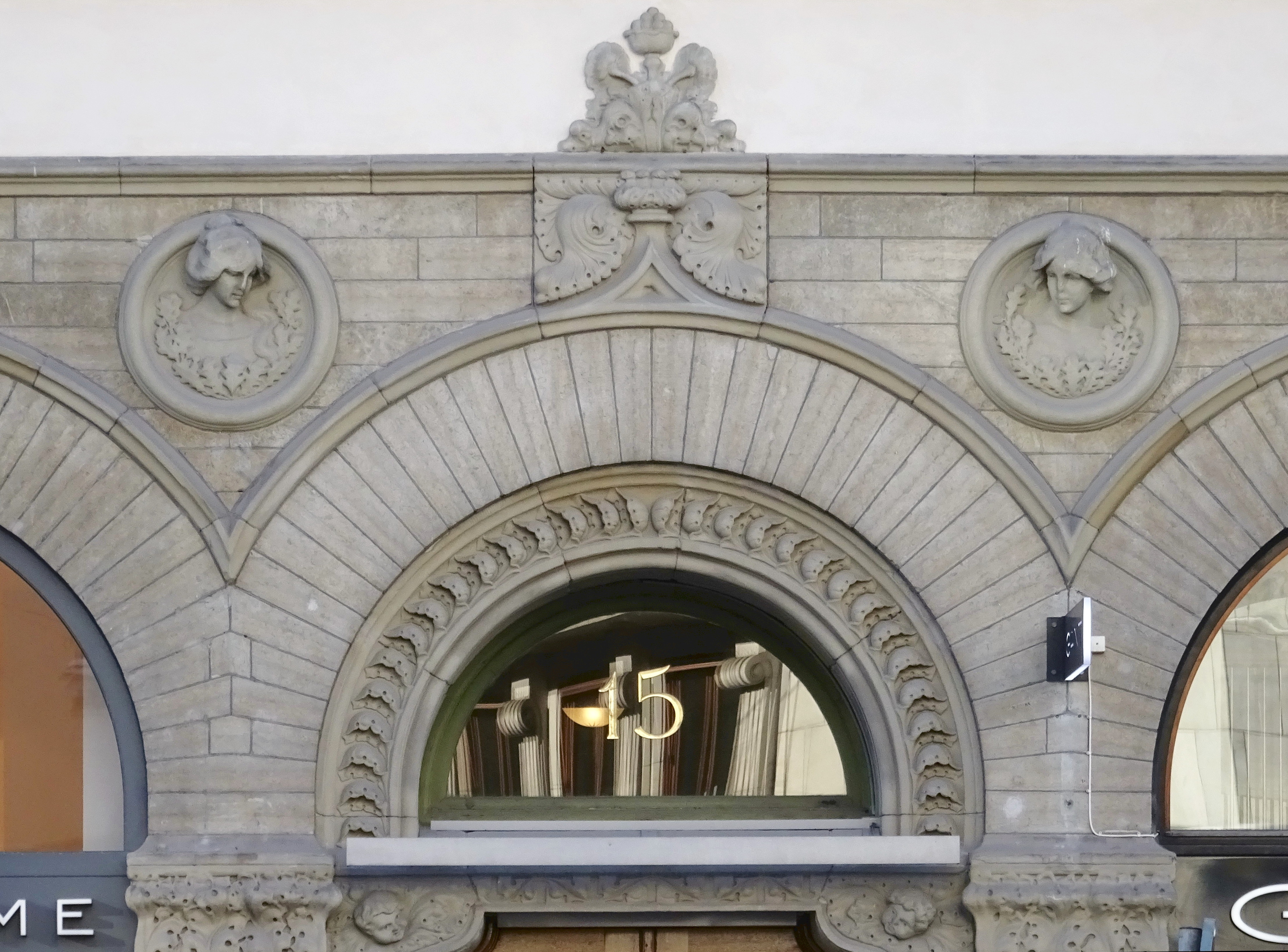
Arcade au-dessus de l'entrée principale.
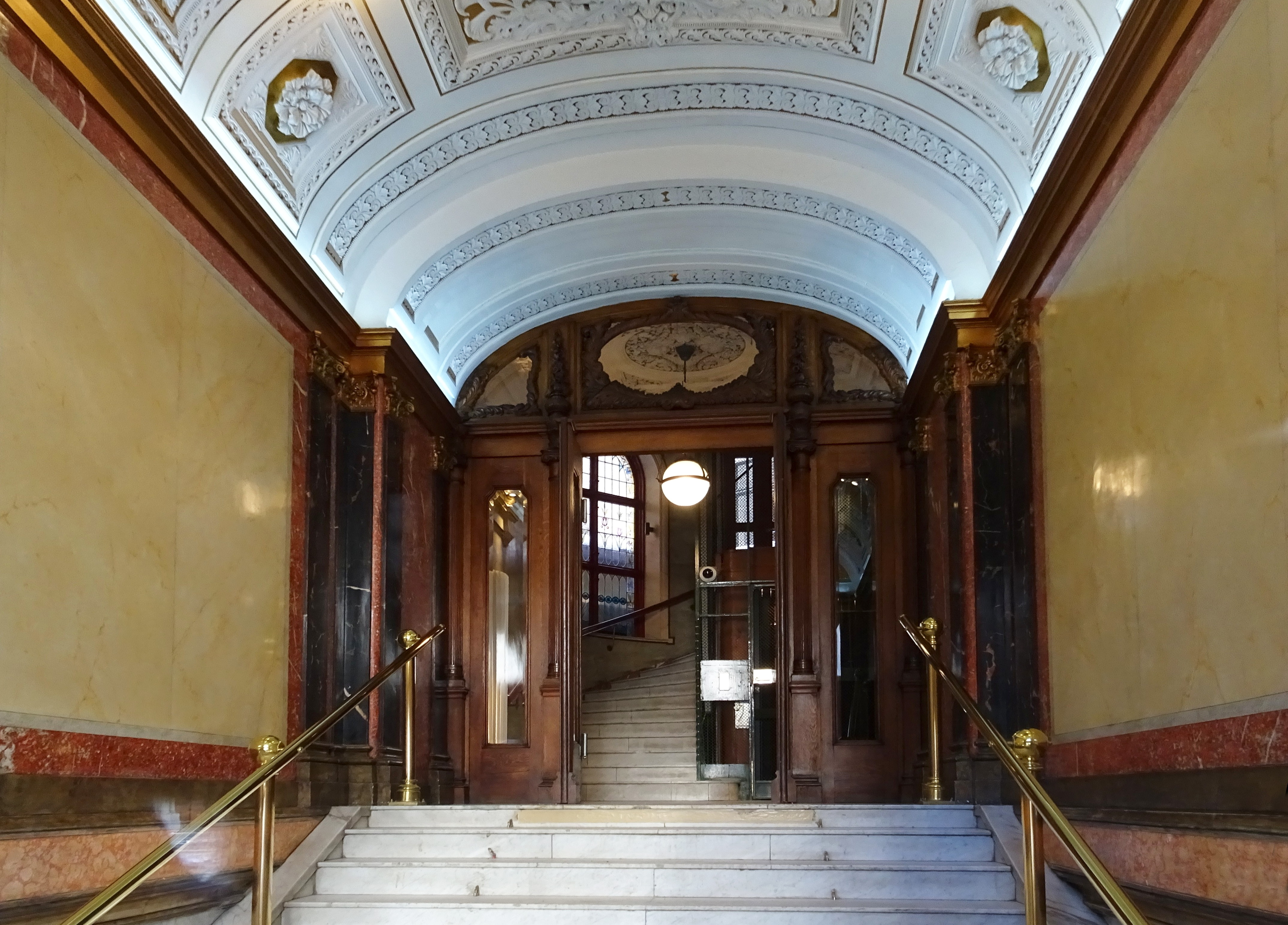
Hall d'entrée.
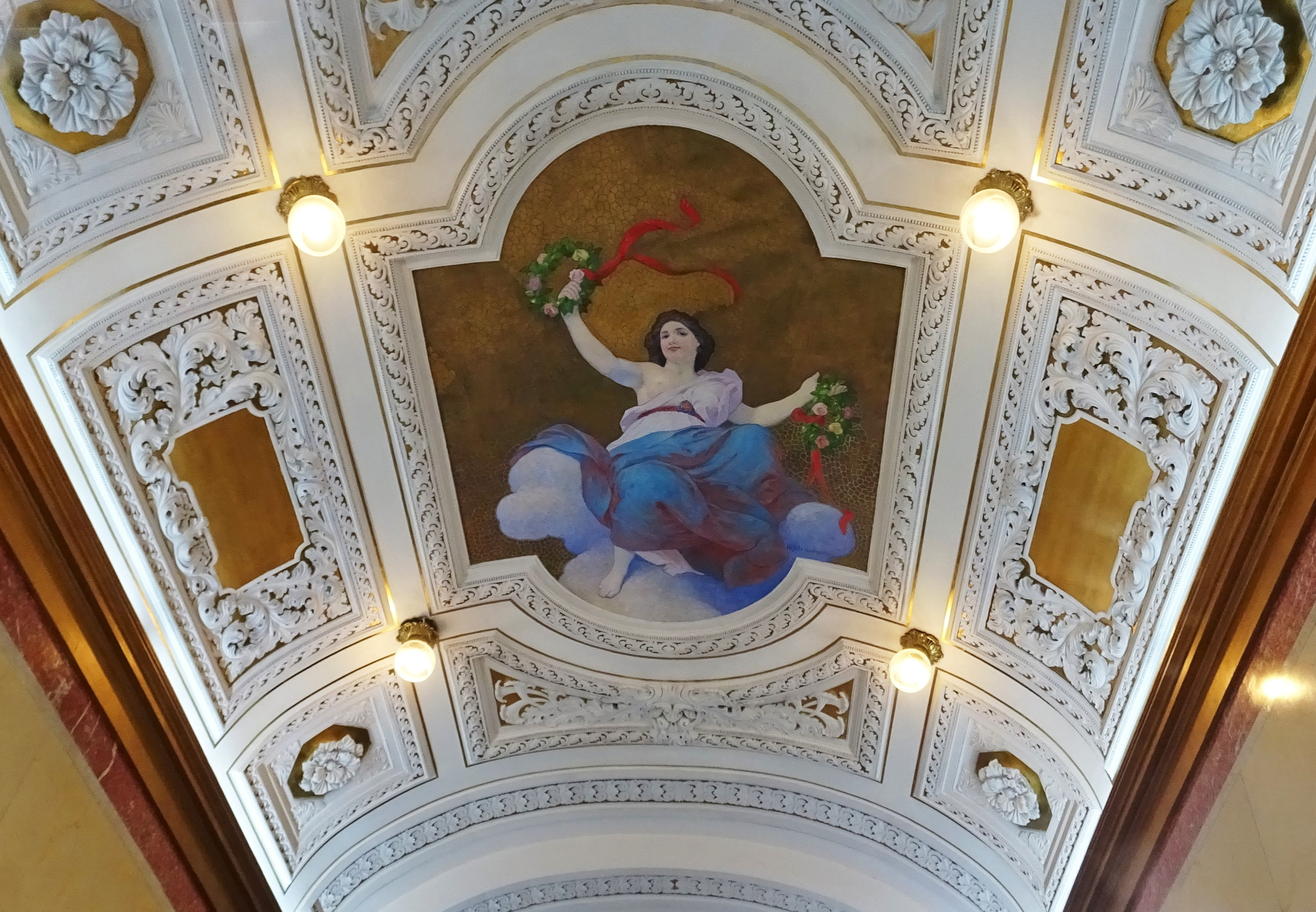
La reine des nuages à l'entrée..
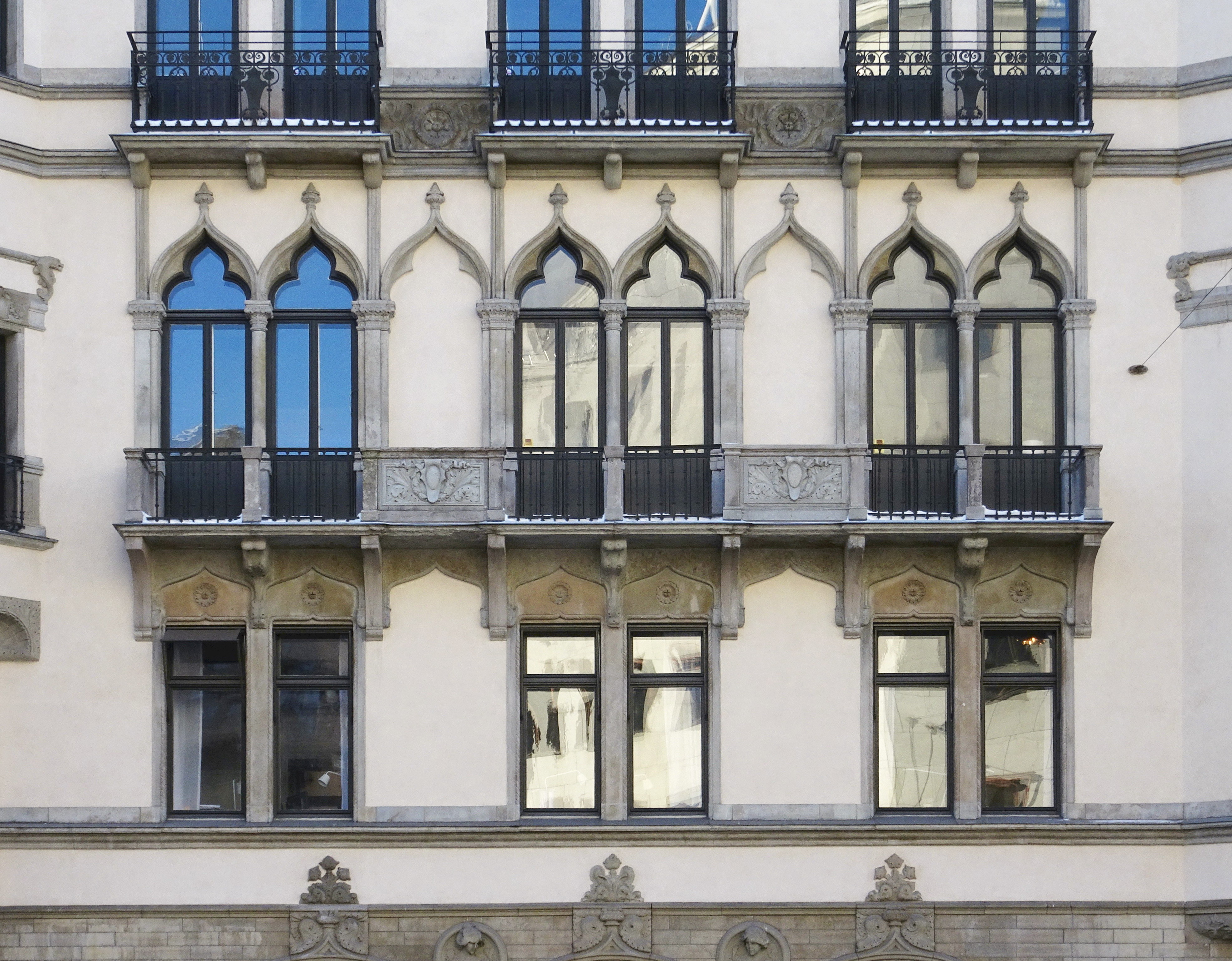
Façade.

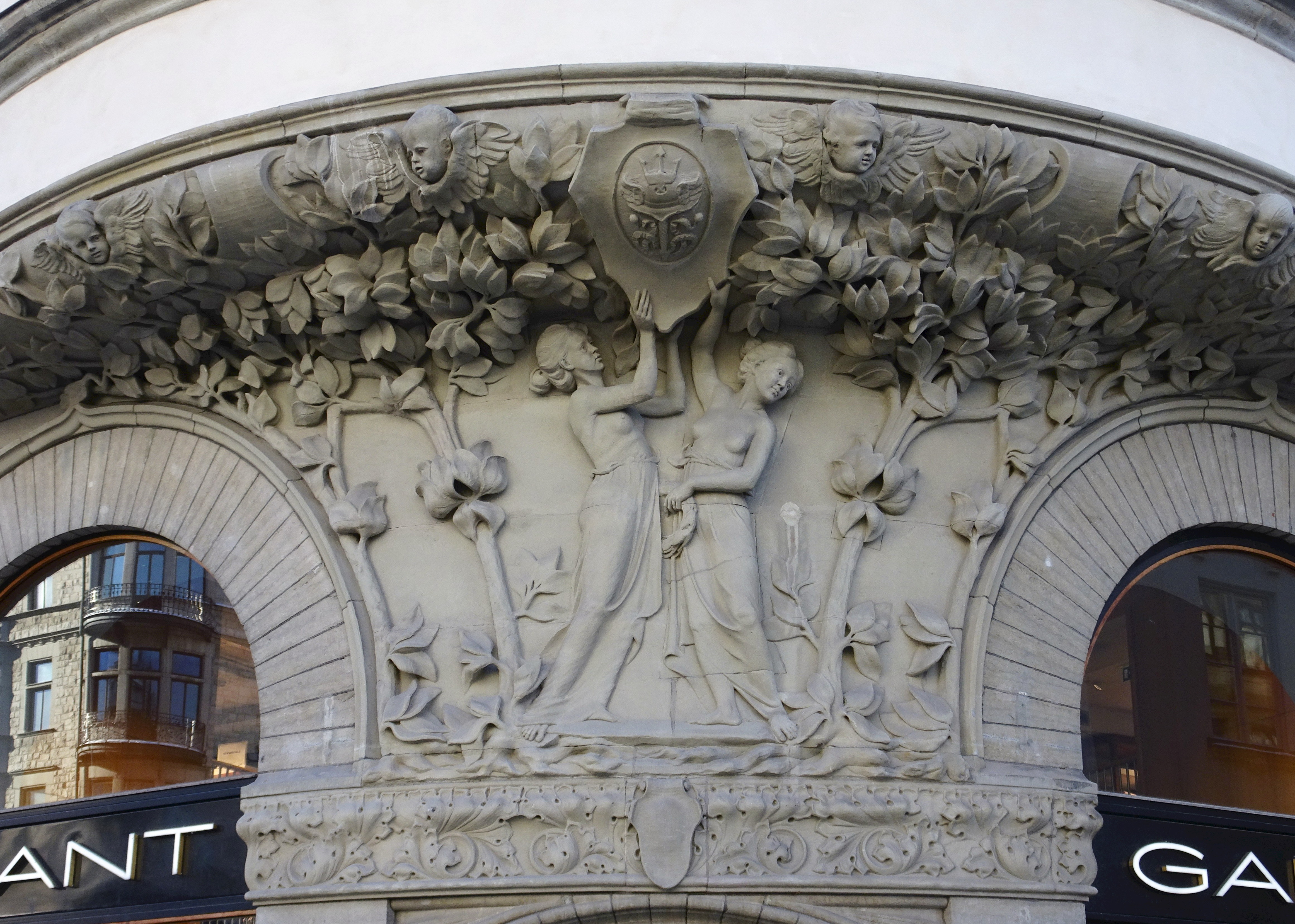
La tour d'angle.
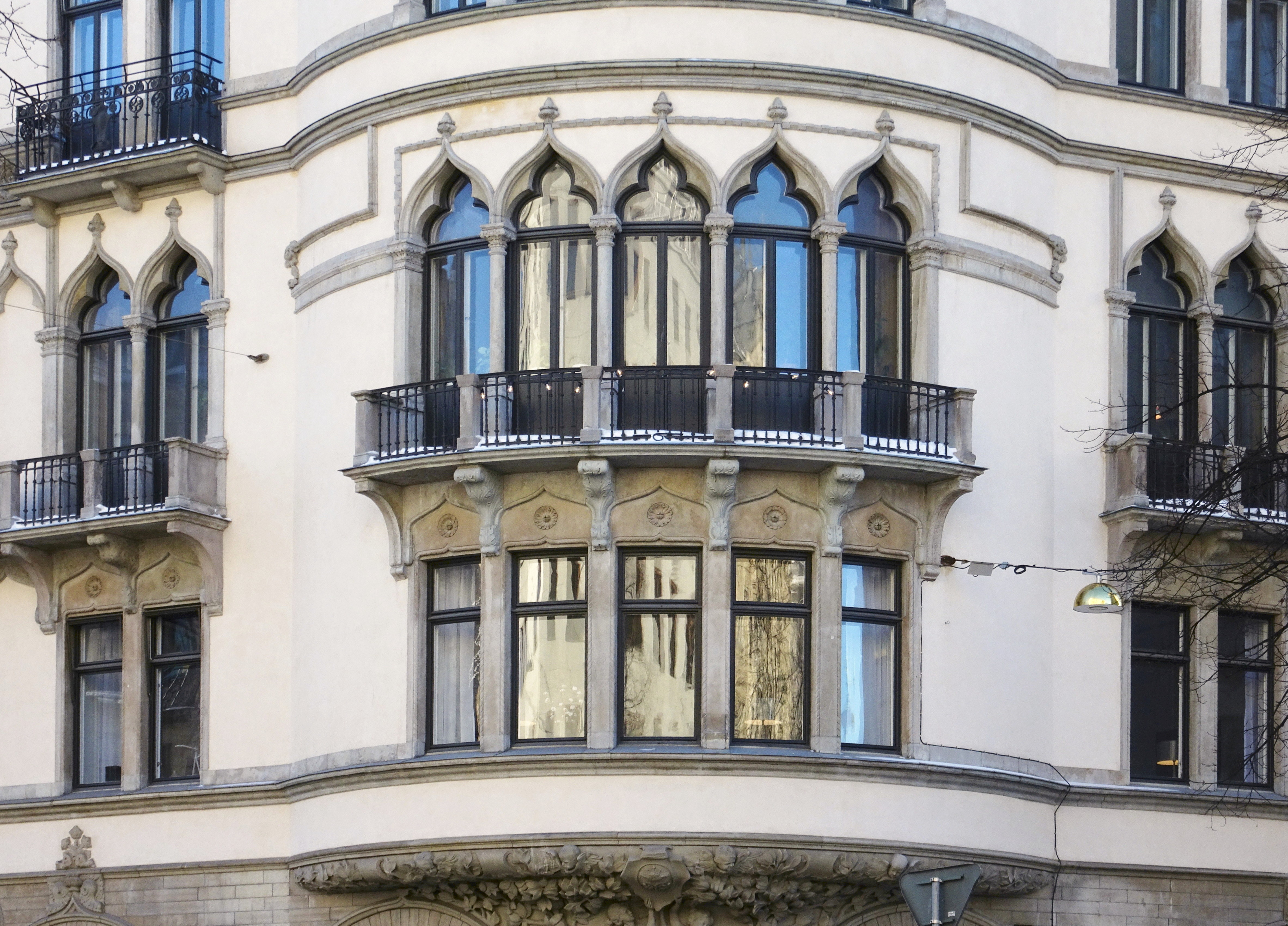
La tour d'angle.
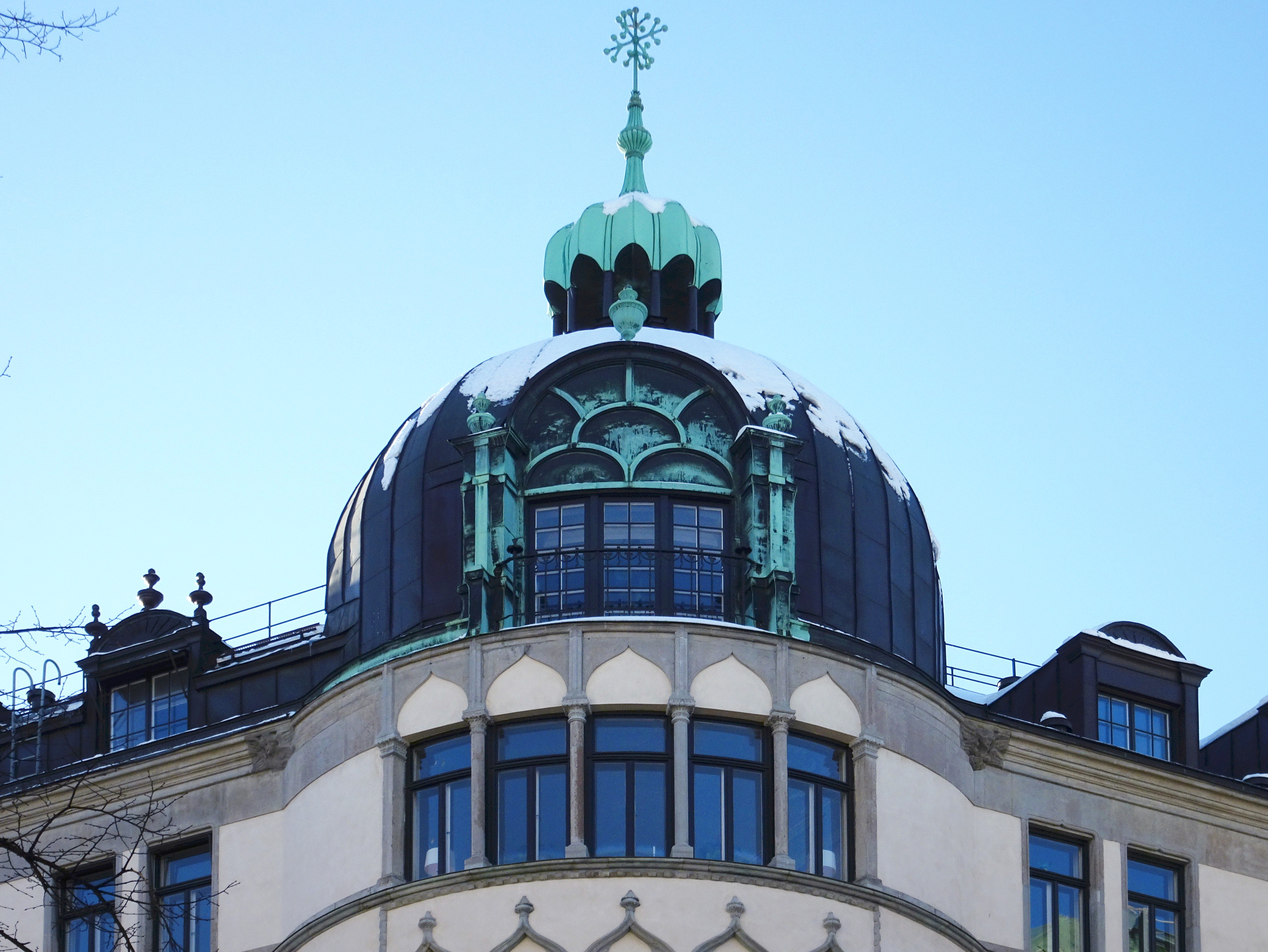
La salle de la tour..
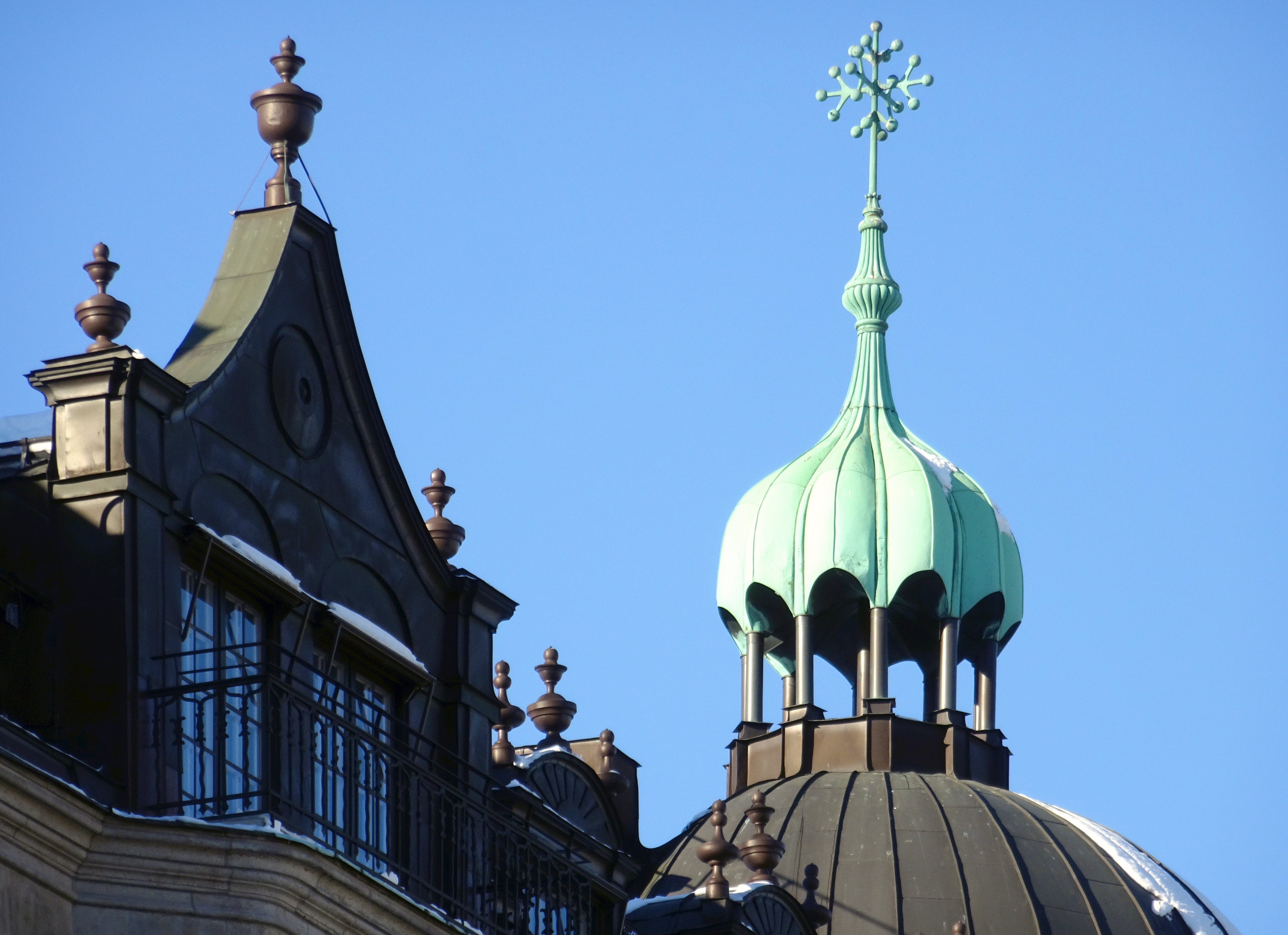
Le dôme de la tour..